# 4 life
4 life is een lied van de Nederlandse hiphopartiesten Jonna Fraser en Lil' Kleine. Het werd in 2019 als single uitgebracht en stond in 2020 als vijfde track op het album Calma van Jonna Fraser. 

## Achtergrond
4 life is geschreven door Jonathan Jeffrey Grando, Jorik Scholten en Julien Willemsen en geproduceerd door Jack $hirak. Het is een nummer uit het genre nederhop. Het is een lied dat grotendeals in het Nederlands wordt gezongen, met enkele Engelstalige regels tussendoor. In het lied zingen de artiesten over een vrouw en hoe ze met haar billen beweegt. In de bijbehorende videoclip zijn, naast de artiesten zelf, Jaimie Vaes, de toenmalige verloofde van Lil' Kleine, en de geliefde van Jonna Fraser te zien. In de clip wordt een setting van een bruiloft nagebootst. Ook andere rappers zoals Bizzey, Jiggy Djé en Kevin komen langs. De single heeft in Nederland de platina status.
Het is niet de eerste keer dat de twee artiesten op een track te horen zijn. Eerder stonden ze al op Hoog / laag en Halen & trekken en de samenwerking werd herhaald op Done done.

## Hitnoteringen
De artiesten hadden succes met het lied in de hitlijsten van Nederland. Het piekte op de tiende plaats van de Single Top 100 en stond 25 weken in deze hitlijst. De Top 40 werd niet bereikt; het lied bleef steken op de eerste plaats van de Tipparade. 